# Denmark (kunstenaar)
Denmark, artiestennaam van Marc Robbroeckx (Wilrijk, 8 juli 1950), is een Belgisch beeldend kunstenaar en installatiekunstenaar. Zijn werken vormen beeldende archieven en hebben als doel de massale productie van bedrukt papier in het medialandschap, de overload aan informatie, ter discussie te stellen. Denmark leeft en werkt vanuit Prouvy, Luxemburg. Denmark is een pseudoniem en een samentrekking van "den Mark".

## Biografie
Denmark is als kunstenaar een autodidact. In 1972 voltooide hij zijn studie kunstgeschiedenis en archeologie aan de Rijksuniversiteit Gent. Tijdens die studie begon hij in zijn handboeken delen van de tekst door te strepen. Nadien legde hij zich toe op het versnijden, verscheuren en weer aan elkaar lijmen van boeken, kranten en tijdschriften. Het waren de nadagen van de conceptuele kunst. Documenta 6 (1977) stond in het teken van het einde van de avant-garde en van kritiek op de media.
In 1977 werd hij met zijn versnijdingen van kranten laureaat van De Jonge Belgische Schilderkunst (Brussel, Paleis voor Schone Kunsten). Een jaar later had Denmark zijn eerste solotentoonstellingen in het Internationaal Cultureel Centrum (Antwerpen) en in de Brusselse galerie MTL. Daarna volgden solotentoonstellingen in binnen- en buitenland en niet alleen in galerijen en musea, maar ook in bibliotheken. Onder andere in 1979 in de bibliotheek van het Van Abbemuseum (Eindhoven), in 1983 in de Lesehalle im Wallraf-Richartz-Museum (Keulen) en in de Stadtbücherei im Wilhemspalais (Stuttgart). In 1985 werd werk van Denmark opgenomen in Livres d'artistes, een groepstentoonstelling in de bibliotheek van Centre Georges Pompidou. In hetzelfde jaar kreeg hij een eerste overzichtstentoonstelling van zijn archiefinstallaties in Musée d'Art Moderne in Liège, in 1994 in Neues Museum Weserburg (Bremen) en in 1995 in MUHKA (Antwerpen). Het betrof onder meer volledige jaargangen van (kunst)tijdschriften, pagina per pagina gevouwen tot de kleinst plooibare vorm, en publicaties van het Belgische Staatblad, vastgeklemd en gepresenteerd in meterslange rijen.
In 1997 toonde hij Eine Werkübersicht in Städtische Galerie Villa Zanders (Bergisch Gladbach). Volumineuze archieven in rolcontainers werden getoond in 2005 in Musée Royal de Mariemont (Morlanwelz), in 2009 in het FelixArchief (Antwerpen) en in 2010 in het Van Abbemuseum (Play Van Abbe, Deel 3, Eindhoven). Deze tentoonstellingen kregen een vervolg in M - Museum (Leuven) in 2012, in M HKA (Antwerpen, 2023) en in Delen Private Bank (Gent, 2025).

## Solotentoonstellingen (selectie)
- 1978 Antwerpen I.C.C., Denmark, 7.1 - 5.2.1978
- 1979 Eindhoven Bibliotheek van het Van Abbemuseum, Een dood archief in de bibliotheek, 9.11 - 9.12.1979
- 1980 Hasselt Provinciaal Museum en Provinciale Bibliotheek, Denmark, 19.9 - 9.11.1980
- 1983 Köln Lesehalle im Wallraf-Richartz-Museum, Ballast, 1.6 - 31.7.1983
- 1984 Gent Vereniging voor het Museum van Hedendaagse Kunst, Denmark, 25.5 - 30.6.1984
- 1984 Stuttgart Stadtbücherei im Wilhelmspalais, Eine tote Bibliothek, 3.9 - 30.9.1984
- 1984 Eindhoven De Fabriek, Een dode bibliotheek, 10.11 - 23.11.1984
- 1985 Liège Musée d'Art Moderne, Denmark, 19.4 - 26.5.1985
- 1986 Brussel Bibliotheca Wittockiana, Archives mortes de Denmark, 6.3 -28.3.1986
- 1989 Braine-l'Alleud Centre d'Art Nicolas de Staël, Archives recyclées, 11.11 - 3.12.1989
- 1991 Amsterdam Brakke Grond, Denmark, 9.2 - 10.3.1991
- 1991 Metz Galerie de l'Arsenal, Archives recyclées, objets et installations, 6.4 - 20.5.1991
- 1994 Turnhout de Warande, A quick look at art news, 7.5 - 12.6.1994
- 1994 Bremen Neues Museum Weserburg, Multum, non multa, 12.6 - 9.10.1994
- 1995 Antwerpen MUHKA, Museum van Hedendaagse Kunst Antwerpen, A Grip on News, 11.3 - 28.5.1995
- 1995 Johannesburg Market Theatre Gallery, Denmark, 26.3 - 13.4.1995
- 1996 Marne la Vallée Centre d'Art Contemporain, La Ferme du Buisson, Denmark, 19.1 - 3.3.1996
- 1996 Hellerup (DK) Gentofte Kunstbibliothek, Denmark, 3.8 - 31.8.1996
- 1997 Bergisch Gladbach Städtische Galerie Villa Zanders, Denmark. Eine Werkübersicht 1972-1997,7.3 - 20.4.1997
- 1997 Ludwigshafen Kunstverein, Denmark. Different kinds of reading, 30.4 - 15.6.1997
- 1997 Johannesburg Alliance Française, Denmark – Boshoff, 5.6 - 27.6.1997
- 1997 Dresden Städtische Galerie für Gegenwartskunst, Denmark. Different kinds of reading, 26.6 - 3.8.1997
- 1998 Thouars Chapelle Jeanne d'Arc, Denmark, 20.11.1998 - 17.1.1999
- 1999 Dortmund Dortmunder Kunstverein, Denmark, 22.10.1999 - 9.1.2000
- 2004 Eupen IKOB, Zerreiβprobe, 25.4 - 27.6.2004
- 2004 Mechelen De Garage, Daily Dust, 2.10 - 19.12.2004
- 2005 Antwerpen Justitiepaleis, Archief ³, 27.01 - 30.1.2005
- 2005 Morlanwelz Musée royal de Mariemont, Denmark. Archives mortes, 29.10.05 - 15.1.2006
- 2007 Leuven Campusbibliotheek Arenberg, Denmark. Containing, 10.5 - 30.6.2007
- 2008 Gent Bibliotheek Kunstwetenschappen, Une relecture, 3.11 - 19.12.2008
- 2009 Antwerpen FelixArchief, Archief vs Archief, 3.4 – 5.6.2009
- 2009 Sint-Truiden Abdij en Begijnhofkerk, Archieven, 20.8 - 31.10.2009
- 2010 Genk Bibliotheek Genk, Fake library, 27.2 - 25.4.2010
- 2010 Harelbeke Bibliotheek Harelbeke, Genadeloze boekenliefde, 16.10 - 30.11.2010
- 2010 Oostende Mu.ZEE, Kunstmuseum aan Zee, Genadeloze boekenliefde, 16.10 - 30.11.2010
- 2012 Leuven M-Museum, tegenArchieven, 8.11.2012 - 6.1.2013
- 2019 Antwerpen Fosbury & Sons, Mobile archives, 3.2 - 23.2.2019
- 2021 Genk Bibliotheek Genk, Turning pages, 16.1 - 27.3.2021
- 2021 Harelbeke Bibliotheek Harelbeke, Marks and remarks, 2.4 - 15.5.2021
- 2021 Kemzeke Verbeke Foundation, Denmark, mei - november 2021
- 2021 Saint-Hubert Palais abbatial, Ar(t)chives, juli - oktober 2021
- 2022 Brussel The Solo Project, Ap'art, Denmark, 28.4 - 1.5.2022
- 2022 Antwerpen Coppejans Gallery, Sie sollten in Ruhe weiterarbeiten (I), 30.10 - 31.12.2022
- 2023 Antwerpen Coppejans Gallery, Sie sollten in Ruhe weiterarbeiten (II), 12.1 - 18.2.2023
- 2023 Antwerpen MHKA, Museum van Hedendaagse Kunst Antwerpen, Sie sollten in Ruhe weiterarbeiten. 50 jaar Dode Letters, 28.1 - 30.4.2023
- 2025 Antwerpen Coppejans Gallery, State of Mind, 3.4 - 18.5.2025
- 2025 Gent Delen Private Bank, State of Mind, maart 2025 - maart 2026

## Groepstentoonstellingen (selectie)
- 1977 Brussel P.S.K. Paleis voor Schone Kunsten, Laureaat J.P.B.1976, 11.2 - 27.2.1977
- 1979 Brussel P.S.K., Paleis voor Schone Kunsten, J.P.2 /Art Actuel en Belgique et en Grande-Bretagne. Aktuele Kunst in België en Groot-Brittannië, 31.3 - 29.4.1979
- 1979 Stuttgart 2. Kunstvorstellung in Stuttgart/Europa 79, 1.10 - 26.10.1979
- 1980 Milano Palazzo della Triennale, Nuova Immagine, april - juli 1980
- 1980 Freiburg im Breisgau Albert-Ludwigs-Universität, Buchobjekte, 13.6 - 10.7.1980
- 1980 Antwerpen I.C.C., 1980, Jonge Belgische Kunst, 28.6 - 17.9.1980
- 1980 Paris Musée d'Art Moderne de la Ville de Paris, XIe Biennale de Paris, 20.9 - 2.11.1980
- 1984 Aachen Ehemaligen Kloster Zum guten Hirten, Grenzüberschreitungen, 21.9 - 14.10.1984
- 1985 Paris Centre Georges Pompidou (B.P.I.), Livres d'artistes, 12.6 - 7.10.1985
- 1986 Oss Jan Cunencentrum, Verover het beeld,   13.3 - 6.7.1986
- 1986 Gent Vooruit, Initiatief d'Amis, 21.6 - 7.9.1986
- 1987 Maastricht Dominikanerkerk, Art-Paper, 23.5 - 11.6.1987
- 1987 Utrecht Museum Hedendaagse Kunst, Woord & Beeld, 24.4 - 21.6.1987
- 1987 Antwerpen MUHKA, Museum van Hedendaagse Kunst Antwerpen, Inside-Outside, 12.9 - 25.11.1987
- 1990 Haarlem Vleeshalle, Antwerpen-Haarlem, 12.5 - 29.7.1990
- 1991 München Städtische Galerie im Lenbachhaus, Paradoxe des Alltags, 6.2 - 7.4.1991
- 1991 Brussel Botanique, Aqua Nostra, 31.5 - 28.7.1991
- 1991 Paris Musée de la Poste, Les couleurs de l'argent, 19.11.1991 - 1.2.1992
- 1992 Bergisch Gladbach Städtische Galerie Villa Zanders, Only Paper, januari 1992
- 1992 Hornu Site du Grand-Hornu, Papiers Libres,   20.6 - 13.9.1992
- 1992 Bremen Neues Museum Weserburg, Bücher über Bücher, 13.12.1992 - 14.3.1993
- 1993 Ludwigshafen BASF-Feierabendhaus, Denkbild und Wirklichkeit, 28.2 - 22.3.1993
- 1993 Antwerpen De Nottebohmzaal, Boek en mecenaat, 8.5 - 1.8.1993
- 1997 Paris Musée National d'Art Moderne Centre Georges Pompidou, L'Empreinte, 19.2 - 12.5.1997
- 1999 Gent S.M.A.K., Stedelijk Museum voor Actuele Kunst, De Opening, 9.5 - 5.12.1999
- 2003 Eupen IKOB, Kunstsammlung IKOB, 20.6 - 6.7.2003
- 2006 Ahlen Kunstmuseum Ahlen, Diagnose (Kunst). Die Medizin im Spiegel der zeitgenössischen Kunst, 22.10.2006 - 14.1.2007
- 2010 Eindhoven Van Abbemuseum, Play Van Abbe, Deel 3, 25.9.10 - januari 2011
- 2012 Berlin Martin-Gropius-Bau, ARTandPRESS, 23.3 - 24.6.2012
- 2014 Gent Museum Dr.Guislain, Pleisterplekken. Jeugdinstellingen tussen romantiek en trauma, 22.11.2014 - 15.2.2015
- 2018 Gent Museum Dr. Guislain, Prikkels. Tussen pijn en passie, 20.10.2018 - 26.5.2019
- 2020 Eupen ikob, Museum für Zeitgenössische Kunst, Unter gewissen Umständen, 21.6 - 1.11.20
- 2021 Antwerpen Coppejans Gallery, ARCHIEF 2022, 11.12.2021 - 12.02.2022
- 2022 Antwerpen Coppejans Gallery, Nature – Nurture, 26.5 - 3.9.2022
- 2022 Berlin Galerie Springer Berlin, 10 Jahre Springer Berlin, 20.9.2022 - 22.1.2023
- 2023 Antwerpen Coppejans Gallery, Sie sollten in Ruhe weiterarbeiten (II), 12.1 - 18.2.2023
- 2023 Knokke Maurice Verbaet Center, 100 Years - Belgian Art, 21.10.2023 - 7.1.2024
- 2023 Tourinnes-La-Grosse Ferme du Rond-Chêne, GAME OVER, 5.11 - 26.11.2023
- 2023 Antwerpen Universiteit Antwerpen, Museum to Scale 1/7, permanente tentoonstelling
- 2024 Brussel “Voices”, Altiero Spinelli Building, 30.3 - 30.6.2024
- 2024 Antwerpen The world of things, 27.6 - 15.9.2024
- 2025 Brussel KlotzShows, RAW KRU, 18.3 - 10.5.2025
- 2025 Antwerpen Delen Private Bank, Movements, december 2024 - december 2025

## Werken in openbare collecties (selectie)
- Ahlen Kunst-Museum Ahlen
- Antwerpen Delen Private Bank
- Antwerpen M HKA, Museum Hedendaagse Kunst Antwerpen
- Provincie Antwerpen FelixArchief
- Provincie Antwerpen Katoen Natie
- Berchem FIBAC, Filips Ingrid Belgian Art Center
- Bergisch Gladbach Städtische Galerie Villa Zanders
- Bremen Museum Weserburg
- Brussel Bibliotheca Wittockiana
- Brussel Koninklijke Musea voor Schone Kunsten
- Brussel Vlaams Parlement
- Brussel ING
- Brussel Belfius
- Brussel AXA
- Eupen Museum für zeitgenössische Kunst Eupen
- Genk Bibliotheek Genk
- Gent Delen Private Bank
- Gent Museum Dr. Guislain
- Gent S.M.A.K., Stedelijk Museum voor Aktuele Kunst
- Grand-Hornu MAC's, Musée des Arts Contemporains
- Ixelles Musée d'lxelles
- La Louvière Province de Hainaut
- Leuven Centrale Bibliotheek
- Leuven Vertrouwenscentrum Peter Adriaenssens
- Leuven Universitair Psychiatrisch Centrum Campus Gasthuisberg
- Leuven M Museum
- Louvain-la-Neuve Amis du Musée de Louvain-la-Neuve
- Madrid ARCO Foundation Contemporary Art Collection
- Morlanwelz Musée Royal de Mariemont
- Oostende Mu.ZEE
- Oss Jan Cunencentrum
- Paris Bibliothèque Nationale
- Thouars Association S'il vous Plaît
- Zürich Ringier Publishing's Art Collection

## Catalogi
- Denmark, Internationaal Cultureel Centrum, Antwerpen, 1978
- Denmark. Een dood archief in de bibliotheek, Van Abbemuseum, Eindhoven, 1979
- Denmark, Provinciaal Museum, Hasselt, 1980
- Denmark, De Fabriek, Eindhoven, 1984
- Archives mortes de Denmark ou La bibliothèque de Babel, Bibliotheca Wittockiana, Bruxelles, 1986
- Denmark, Archives recyclées, Imschoot, Uitgevers, Gent, 1989
- Denmark, Springer & Winckler Galerie, Frankfurt am Main, 1992
- Denmark, A quick look at art news, de Warande, Turnhout, 1994
- Denmark, Multum, non multa, Neues Museum Weserburg, Bremen, 1994
- Denmark, A Grip on News 1972-1995, MUHKA, Museum van Hedendaagse Kunst Antwerpen, 1995
- Denmark, Eine Werkübersicht 1972-1995, Städtische Galerie Villa Zanders, Bergisch Gladbach, 1997
- Denmark, Different kinds of reading, Kunstverein Ludwigshafen am Rhein e.V., Kunsthaus Dresden, Städtische Galerie für Gegenwartskunst, 1997
- Denmark, Chapelle Jeanne d'Arc, Thouars, 1998-1999
- Denmark, Archives mortes, Toohcsmi, Uitgevers, Gent, 2005
- Genadeloze boekenliefde, Bibliotheek Harelbeke en Bibliotheek Mu.ZEE, Stadsbestuur Harelbeke, 2010
- Denmark, tegenArchieven 1972 – 2012, Linda en Guy Pieters Editions, Geers Offset, Oostakker, 2012
- Denmark, Anarchives, Hopper & Fuchs, 2023